# Nevado Mismi
Der Nevado Mismi ist ein Bergmassiv im Hochgebirge der Cordillera Chila, die zu den peruanischen Anden gehört.
Der Nevado Mismi hat eine Höhe von 5597 m und liegt fünfzehn Kilometer nordwestlich der Stadt Chivay in der Region Arequipa im Distrikt Lari in der Provinz Caylloma, etwa 160 Kilometer westlich des Titicacasees und 700 Kilometer südöstlich von Lima, der Hauptstadt von Peru. Er besteht aus einem mehrere hundert Meter langen, zentralen Grat, dem nördlich und südlich noch zwei Pyramiden vorgelagert sind.
Zahlreiche Forscher und Expeditionen haben den Berg besucht, seit sich 1971 die National Geographic Society der Hypothese anschloss, dass an dem Massiv der Amazonas entspringt. So besuchten etwa 1987 auch Jacques Cousteau und sein Sohn Jean-Michel den Gletscher auf ihrer Amazonas-Reise.
2016 stellten Wissenschaftler einen besorgniserregenden Grad der Gletscherschmelze an dem Massiv fest, dessen Bedeutung als Trinkwasserressource für das Colca-Tal dadurch auf längere Sicht gefährdet scheint.
Einmal jährlich, in der Regel im Juli oder August, besteigen Bewohner des Colca-Tals den Gipfel des Mismi und huldigen dem dort verehrten Apu.

## Amazonas-Quelle
Seit den 1930er Jahren wird die mündungsfernste Quelle des Amazonas-Stromes im Quellgebiet des Amazonas-Quellflusses Río Ucayali gesucht. 1969 schlug der peruanische Geograph Carlos Peñaherrera del Águila erstmals den Nevado Mismi als Lokalisierung der Amazonas-Quelle vor. 1971 identifizierte auch der US-Amerikaner Loren McIntyre den Ucayali-Zufluss Río Apurímac, dessen entfernteste Quellen am Mismi liegen, als den maßgeblichen Amazonas-Quellfluss. Die Lage der Amazonas-Quellen an dem Gletschermassiv in Südperu wurde anschließend durch mehrere Expeditionen und Untersuchungen in den 1990er und 2000er Jahren bestätigt.

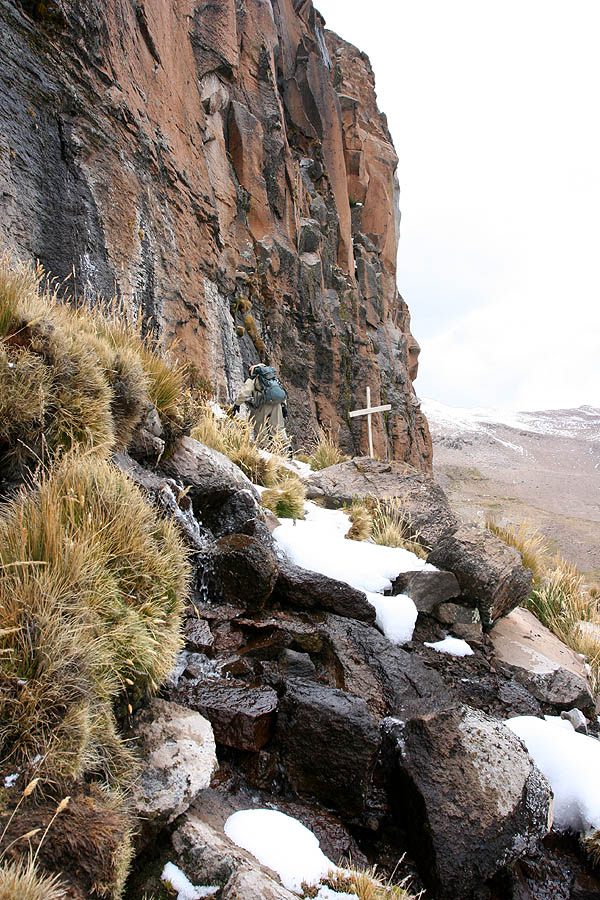
Mehr als 25 Jahre lang war die Carhuasanta-Quelle am Nordhang des Nevado Mismi als entfernteste Quelle des Amazonas anerkannt

In der Carhuasanta-Schlucht am Nordhang des Nevado Mismi entspringt in einer Höhe von 5186 m ein Gletscherbach, der über den Lloqueta in den Río Hornillos mündet. Dieser transportiert das Gletscherwasser des Bergmassivs in den Río Apurímac. Es fließt weiter über den Río Ene, den Río Tambo und den Río Ucayali nach Norden, bis es sich im Nordosten Perus mit dem Wasser des Río Marañón zum Oberlauf des Amazonas verbindet.
Bis Mitte der 1990er Jahre war der in der Carhuasanta-Schlucht entspringende Bach als Amazonasquelle allgemein akzeptiert. 1996 schlug der polnische Geograph Jacek Palkiewicz von der Royal Geographical Society als Erster vor, anstelle des Carhuasanta-Quellbachs einen anderen, etwas längeren Abfluss aus der benachbarten Apacheta-Schlucht als Amazonasquelle in Betracht zu ziehen. Im Juni 2007 besuchte eine peruanisch-brasilianische Expedition, die aus Forschern des peruanischen Instituto Geográfico Militar, der peruanischen Wasserbehörde ANA, des brasilianischen Geografischen Instituts IBGE und des brasilianischen Raumforschungsinstituts INPE bestand, sowohl die Carhuasanta-Schlucht als auch die wenige Kilometer westlich gelegene Apacheta-Schlucht am Nevado Quehuisha (Kiwicha-Berg), dem 5170 m hohen Nachbarberg des Mismi. Dieser Apacheta-Quellbach erwies sich als ganzjährig wasserführend und etwa 10 km länger als der Carhuasanta. Seit 2007 ist die Quelle in der Apacheta-Schlucht daher als die mündungsfernste Amazonas-Quelle anerkannt und wird seit dem 11. September 2011 durch eine offizielle Markierungstafel der Geographischen Gesellschaft von Lima als Quelle des Amazonas ausgewiesen.
Die Quellbäche Apacheta und Carhuasanta bilden gemeinsam den Lloqueta, der seinerseits nach 13 km in den Río Hornillos mündet. Die beiden Quellen können durch Bergwanderer fußläufig auf einem Tagesmarsch besucht werden und unterscheiden sich deutlich voneinander. Während man in der Carhuasanta-Schlucht auf eine ständig kraftvoll sprudelnde Quelle trifft, die der gewöhnlichen Vorstellung von einer Bachquelle gut entspricht, wirkt die Apacheta-Quelle wesentlich unscheinbarer und ist je nach Jahreszeit nur als spärlich tröpfelndes Rinnsal an einer Felswand zu erkennen. Die von den beiden Quellen gespeisten Bäche sind ebenfalls sehr verschieden: Der sechsmal wasserreichere, von zahlreichen weiteren Quellen unter anderem auch vom benachbarten Nevado Choquequirao her gespeiste Apacheta-Bach lässt sich in seinem Verlauf durch das Tal klar identifizieren, während der vom Mismi herabfließende Carhuasanta-Bach sturzbachartig, steiler, breiter verteilt und weitgehend ohne regelrechtes Flussbett am Fels verläuft.

## Einzelnachweise

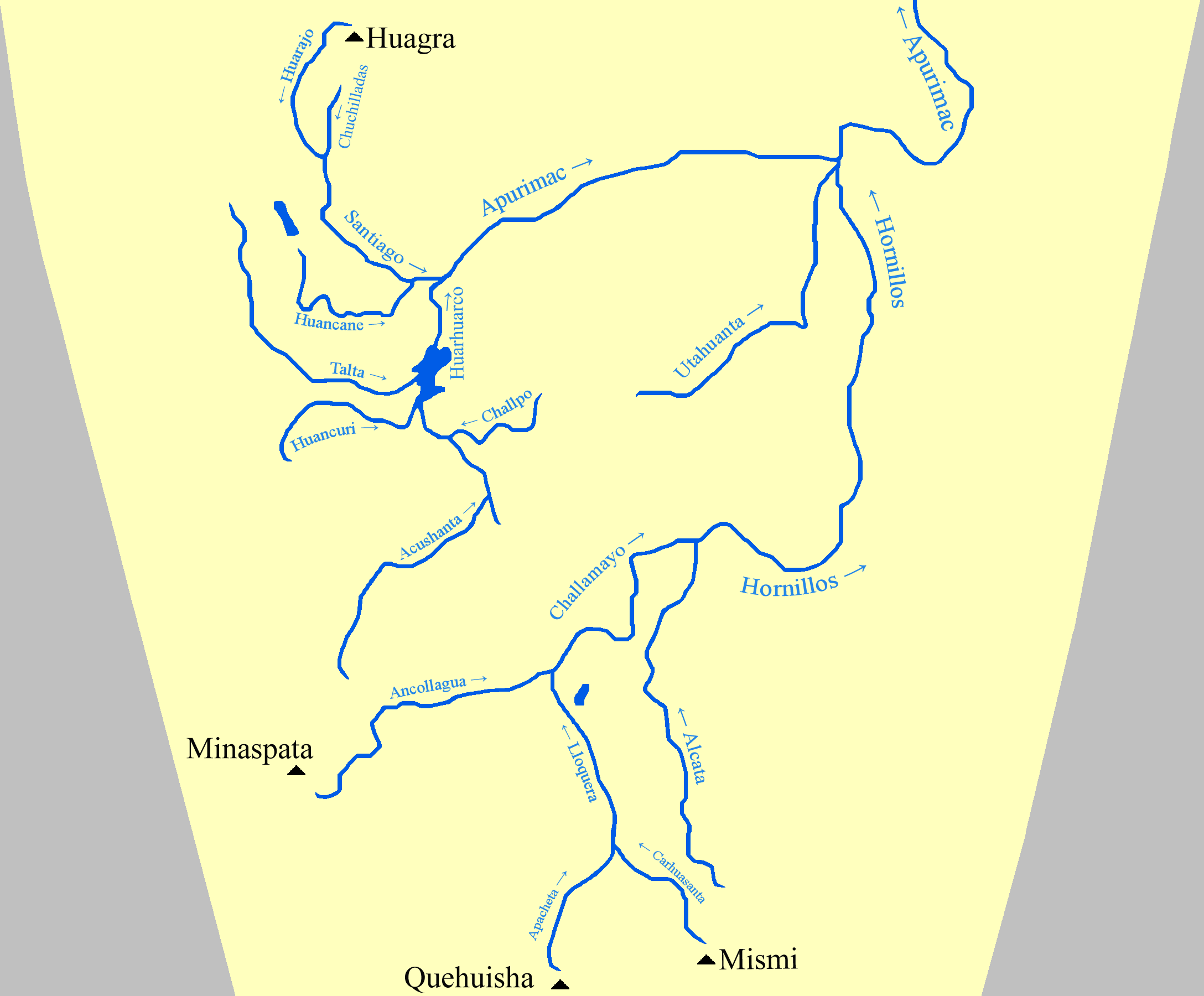
Einzugsgebiet von Hornillos und Apurímac